# Capitaine Cormoran
Le Cormoran poi Capitaine Cormoran è una serie di fumetti francesi creati da Lucien Nortier e pubblicati nel settimanale giovanile Vaillant dal novembre 1947 ad aprile 1962 . La serie molto rapidamente arrivò al successo, Lucien Nortier fu aiutato dagli sceneggiatori Roger Lécureux e Jean Ollivier. Dal 1952 al 1959 Jean Ollivier prese la serie con il disegnatore Paul Gillon. Un ultimo racconto, non firmato, fu pubblicato nel 1962 .
Questo fumetto d'avventura ritrae un corsaro bretone che, dalla sua base sull'"Isola delle tartarughe", saccheggia le navi inglesi o spagnole che incrociano il suo cammino. Sia sotto la guida di Lucien Nortier che di Paul Gillon, la serie ha segnato i lettori dell'epoca per il suo carattere frenetico e i suoi scenari esotici.

## Pubblicazioni

### In Vaillant
- Capitaine Cormoran pubblicato su Vaillant[1]

### Album
- Lucien Nortier, Le parchemin des îles Vierges, Vaillant, serie "Questo è un album Vaillant", 1948.[2]
- Paul Gillon et Jean Ollivier, Capitaine Cormoran, Les Humanoïdes associés, coll. « Œuvres complètes », 1983[3].
- Lucien Nortier, Capitaine Cormoran, Éditions du Taupinambour, 2 vol., 2014.[4]